# Taiwan Beer (pallacanestro)
Taiwan Beer (台灣啤酒) è una squadra di pallacanestro di Taiwan, che gioca nella Super Basketball League.

## Palmarès
- SBL: 5

2006-07, 2007-08, 2010-11, 2015-16, 2019-20